# 어란진초등학교
어란진초등학교는 대한민국 전라남도 해남군에 있는 초등학교인데 아직 일제 강점기 시대 시절이던, 1932년 10월 2일, 어란진심상소학교로 개교하였다.

## 학교 연혁
- 1932. 10. 02  어란진심상소학교 인가
- 1945. 09. 30  어란진국민학교로 개칭
- 1963. 09. 20  어란진국민학교 어불분교장 개교
- 1985. 09. 01  어란진국민학교 병설유치원 개교
- 1996. 03. 01  어란진초등학교로 개칭
- 1998. 03. 01  어란진초등학교 병설 어불분교장 유치원 개원
- 2012. 03. 01  제26대 문천희교장선생님 취임
- 2015. 02. 13  제65회 졸업(총 2234명 졸업)

## 분교
- 어란진초등학교 어불분교